# Парк природе Копачки рит
Парк природе Копачки рит је поплавно подручје у Барањи на сјевероистоку Хрватске, на лијевој обали сутока ријеке Драве у Дунав. Површина Парка је величине 17.700 ha, од чега Специјални зоолошки резерват обухвата 8.000 ha. Админстративно припада општини Биље у Осјечко-барањској жупанији. Копачки рит је једна од највећих мочварних низина у Европи, те током године, зависно од интензитета плављења, претежно из Дунава, те много мање из Драве, значајно мијења свој изглед. Уз повремено плављене површине — тзв. баре, те канале и фокове између њих, постоји и неколико језера која никад не пресушују. Највеће је Копачко језеро, а најдубље Сакадашко језеро.
Због своје очуваности као ријетког ритског екосистема, велике биолошке разноврсности и изузетне научне и еколошке вриједности, Копачки рит је 1967. године заштићен статусом Управљаног природног резервата на површини од 17.730 хектара. Уже подручје Резервата од 7.220 хектара 1976. године је добило статус Специјалног зоолошког резервата, а шире подручје од 10.510 хектара статус парка природе. Међународни значај Копачког рита потврђен је 1993. године уврштавањем на листу међународно значајних мочвара, сукладно Рамсарској конвенцији. Копачки рит уврштен је и у листу орнитолошки значајних подручја — ИБА (енгл. Important Bird Area), а номинован је и за уврштење у УНЕСКО списак Свјетске природне баштине.